# Schizophytum echinatum
Schizophytum echinatum is een zachte koraalsoort uit de familie Clavulariidae. De koraalsoort komt uit het geslacht Schizophytum. Schizophytum echinatum werd in 1891 voor het eerst wetenschappelijk beschreven door Studer. 